# Варта (Мальшвиц)
Ва́рта или Стро́жа (нем. Wartha; в.-луж. Stróža) — деревня в Верхней Лужице, Германия. Входит в состав коммуны Мальшвиц района Баутцен в земле Саксония. Подчиняется административному округу Дрезден.

## География
Находится на территории биосферного заповедника «Пустоши и озёра Верхней Лужицы» в южной части района Лужицких озёр северо-восточнее административного центра коммуны деревни Мальшвиц. Располагается на северном берегу озера Ольбазе. Через деревню проходит автомобильная дорога К 7218.
Соседние населённые пункты: на востоке — деревня Дубо коммуны Хоэндубрау, на юго-востоке — деревня Зуборничка и на западе — деревня Лемишов.

## История
Впервые упоминается в 1331 году под наименованием Wartha.
До 1950 года была административным центром одноимённой коммуны. С 1950 по 1994 года входила в коммуну Клайнзауберниц. С 1994 года входит в состав современной коммуны Мальшвиц.
В настоящее время деревня входит в состав культурно-территориальной автономии «Лужицкая поселенческая область», на территории которой действуют законодательные акты земель Саксонии и Бранденбурга, содействующие сохранению лужицких языков и культуры лужичан.
Исторические немецкие наименования
- Wartha, 1331
- Wart, 1350
- Warthe, 1419
- Wartha, 1658

## Население
Официальным языком в населённом пункте, помимо немецкого, является также верхнелужицкий язык.
Согласно статистическому сочинению «Dodawki k statisticy a etnografiji łužickich Serbow» Арношта Муки в 1884 году в деревне проживало 237 человек (из них — 225 серболужичан (95 %)).
| 1834 | 1871 | 1890 | 1910 | 1925 | 1939 | 1946 |
| ---- | ---- | ---- | ---- | ---- | ---- | ---- |
| 187  | 224  | 208  | 217  | 205  | 321  | 321  |

## Достопримечательности
- «Дом тысячи озёр» — информационный центр заповедника «Пустоши и озёра Верхней Лужицы»
- Школьный музей серболужицкого композитора Корлы Коцора[7].

## Известные жители и уроженцы
- Корла Август Коцор (1822—1904) — серболужицкий церковный писатель и общественный деятель.